# Блєдний Філіпп Анатолійович
Філіпп Блєдний (рос. Филипп Анатольевич Бледный) (нар. 2 травня 1988, Петропавловськ-Камчатський) — російський актор театру, кіно і дубляжу, телеведучий. Став відомим після ролі Веніаміна Васильєва (Вєніка) в телесеріалі «Татусеві доньки», «Татусеві доньки. Нові» та ролі Микити Дягілєва в серіалах «Кухня» та «Готель Елеон» (СТС).

## Біографія
З чотирьох років грає на сцені. До 2003 року грав у спектаклях Оренбурзького драматичного театру ім. Максима Горького під керівництвом Р. В. Ісрафілова.
У 2009 році закінчив Театральний інститут імені Бориса Щукіна (курс Валерія Фокіна і М. А. Пантелеєвої).

## Сім'я
- Батько — Анатолій Ілліч Блєдний , актор
- Мати — Світлана Блєдна, працює помічником режисера Валерія Фокіна в Центрі імені Вс. Мейєрхольда
- Брат — Ілля Анатолійович Блєдний , актор театру, кіно і дубляжу

## Обрана фільмографія

### Кіно
- Татусеві доньки (2007—2013) — Веніамін Васильєв (Венік)
- Кухня (2012—2016) — Микита Дягілєв
- Готель Елеон (2016) — Микита Дягилєв

### Телебачення
- Даєш молодь! (2009—2013)

## Дубляж

### Відеоігри
- Star Wars Jedi: Fallen Order (2019) — Сорк Тормо[3]